# Tempio di Matidia
Il tempio di Matidia (in latino Templum Matidiae), era un tempio romano ubicato nel Campo Marzio a Roma, nei pressi dell'attuale Piazza Colonna e del Tempio di Adriano.

## Storia

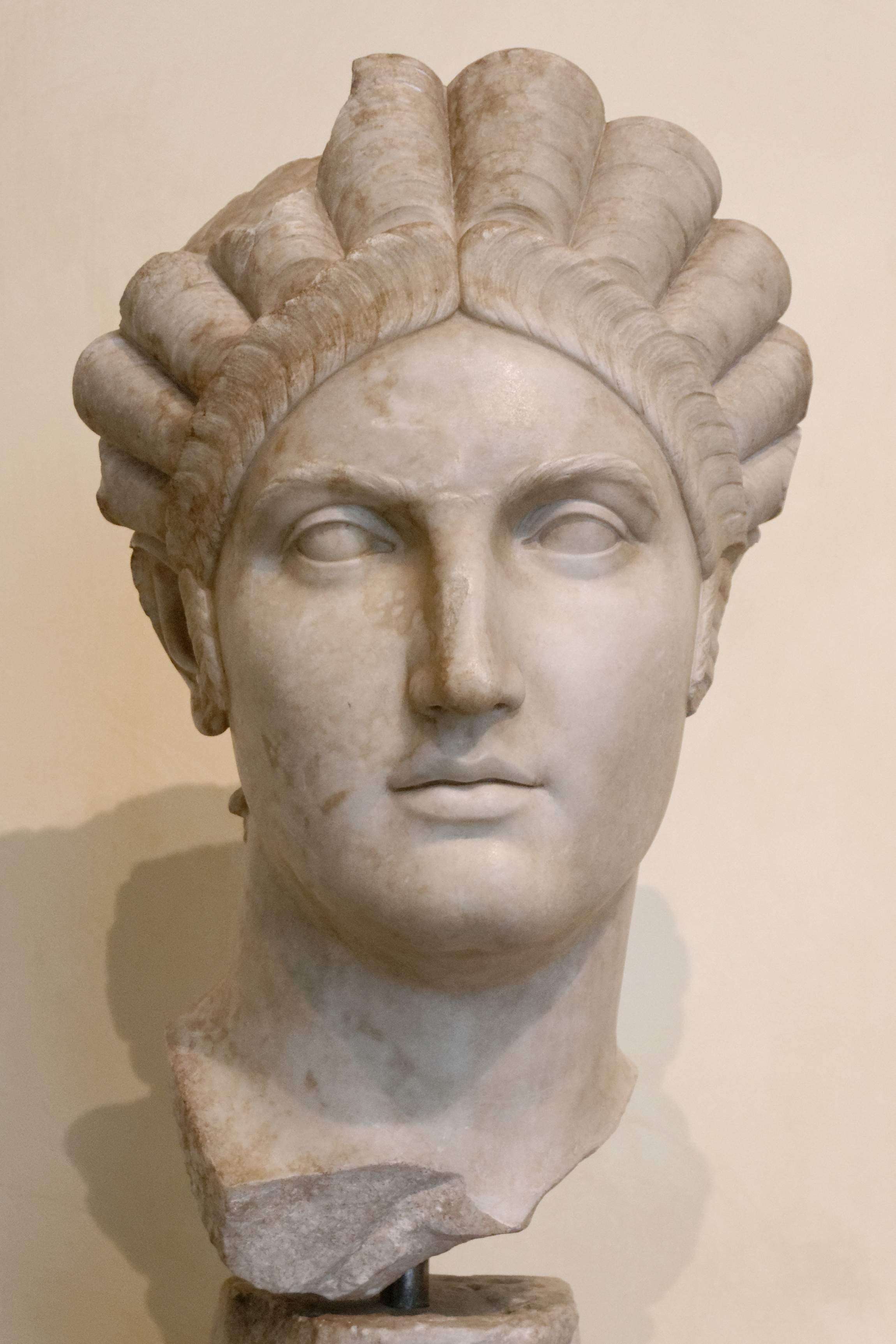
Busto in marmo di Salonina Matidia, a cui fu dedicato il tempio (Musei Capitolini, Roma)

Il tempio rappresenta l'unico esempio in cui un imperatore romano, Publio Elio Traiano Adriano, abbia divinizzato la suocera, Salonina Matidia, madre della moglie Vibia Sabina. Alla sua morte, avvenuta nel 119, Adriano ne pronunciò l'orazione funebre e la divinizzò. La divinizzazione della suocera fu certamente dovuta al fatto che Adriano voleva mettere in risalto la sua discendenza dinastica, attraverso la moglie, con la famiglia degli Ulpii Traiani e dell'imperatore Traiano. In seguito a completamento del tempio e delle due basiliche adiacenti, il successore di Adriano, Antonino Pio, fece costruire e dedicare al padre adottivo un tempio allo stesso dedicato.
Solo nel 2005 il templum è stato ritrovato in piazza Capranica, cinque metri sotto il livello stradale, grazie al restauro dell'antico Ospizio degli Orfani o Collegio Salviati (XVI secolo), annesso alla chiesa di Santa Maria in Aquiro, che era stato preso in affitto dal Senato per ospitare uffici e servizi. Durante i lavori di consolidamento delle fondamenta sono emersi una gradinata e sei colonne, probabilmente i resti del Porticus Matidiae, la parte frontale del tempio.
Dopo un lungo restauro - realizzato in collaborazione con la Soprintendenza speciale Archeologia, Belle arti e Paesaggio di Roma - nei sotterranei del palazzo di Santa Maria in Aquiro è oggi possibile ammirare uno scorcio di quella monumentale costruzione, con le grandi basi delle colonne e la scalinata del tempio, nonché parte del peristilio e della pavimentazione originale, che ha conservato tracce degli antichi colori. A un piano ancora inferiore si trova una piattaforma di palafitte datata tra il 50 a.C. e il 70 d.C.

## Topografia
Secondo i Cataloghi regionari il tempio si trovava nella Regio IX, nel Campo Marzio. Era posto a fianco del Tempio di Adriano secondo quanto scoperto su una fistola acquaria tra la Chiesa di Sant'Ignazio di Loyola in Campo Marzio e il Collegio Germanico-Ungarico, sulla quale è scritto «templo Matidiae». Ciò permette di fissarne la sua posizione nei pressi di Piazza Capranica.
Una moneta poi del 120 ne mostra poi l'aspetto. Al centro l'imponente tempio, a fianco due portici che dovevano costituire le basiliche di Matidia e di Ulpia Marciana (sorella dell'imperatore Traiano e madre di Matidia). La prima delle due basiliche sorgeva molto probabilmente sotto la Chiesa di Santa Maria in Aquiro, la seconda invece sotto gli edifici attorno a via dei Pastini.

## Caratteristiche
In passato vennero osservate cinque grandi colonne in marmo cipollino, due delle quali sono state inglobate nella casa al numero civico 76 di piazza Capranica. La base invece di una terza colonna è invece visibile in Vicolo della spada d'Orlando. Quest'ultima colonna ha una base molto ampia, pari a circa 1,7 metri, che secondo il Coarelli lascerebbe supporre un'altezza ipotetica della stessa pari a non meno di 17 metri. Si tratterebbe di un tempio imponente periptero ottastilo (con 8 colonne frontali), lungo circa 36 metri.